# Nummer 1-hits in de Billboard Hot 100 in 2020
Deze hits stonden in 2020 op nummer 1 in de Billboard Hot 100, de bekendste Amerikaanse hitlijst.
| Nummer | Datum        | Artiest                           | Titel                            |
| ------ | ------------ | --------------------------------- | -------------------------------- |
| 1095   | 4 januari    | Mariah Carey                      | All I want for Christmas is you  |
| 1093   | 11 januari   | Post Malone                       | Circles                          |
| 1096   | 18 januari   | Roddy Ricch                       | The box                          |
|        | 25 januari   | Roddy Ricch                       | The box                          |
|        | 1 februari   | Roddy Ricch                       | The box                          |
|        | 8 februari   | Roddy Ricch                       | The box                          |
|        | 15 februari  | Roddy Ricch                       | The box                          |
|        | 22 februari  | Roddy Ricch                       | The box                          |
|        | 29 februari  | Roddy Ricch                       | The box                          |
|        | 7 maart      | Roddy Ricch                       | The box                          |
|        | 14 maart     | Roddy Ricch                       | The box                          |
|        | 21 maart     | Roddy Ricch                       | The box                          |
|        | 28 maart     | Roddy Ricch                       | The box                          |
| 1097   | 4 april      | The Weeknd                        | Blinding lights                  |
|        | 11 april     | The Weeknd                        | Blinding lights                  |
| 1098   | 18 april     | Drake                             | Toosie slide                     |
| 1097   | 25 april     | The Weeknd                        | Blinding lights                  |
|        | 2 mei        | The Weeknd                        | Blinding lights                  |
| 1099   | 9 mei        | Travis Scott & Kid Cudi           | The Scotts                       |
| 1100   | 16 mei       | Doja Cat & Nicki Minaj            | Say so                           |
| 1101   | 23 mei       | Ariana Grande & Justin Bieber     | Stuck with U                     |
| 1102   | 30 mei       | Megan Thee Stallion & Beyoncé     | Savage                           |
| 1103   | 6 juni       | Lady Gaga & Ariana Grande         | Rain on me                       |
| 1104   | 13 juni      | DaBaby & Roddy Ricch              | Rockstar                         |
|        | 20 juni      | DaBaby & Roddy Ricch              | Rockstar                         |
| 1105   | 27 juni      | 6ix9ine & Nicki Minaj             | Trollz                           |
| 1104   | 4 juli       | DaBaby & Roddy Ricch              | Rockstar                         |
|        | 11 juli      | DaBaby & Roddy Ricch              | Rockstar                         |
|        | 18 juli      | DaBaby & Roddy Ricch              | Rockstar                         |
|        | 25 juli      | DaBaby & Roddy Ricch              | Rockstar                         |
|        | 1 augustus   | DaBaby & Roddy Ricch              | Rockstar                         |
| 1106   | 8 augustus   | Taylor Swift                      | Cardigan                         |
| 1107   | 15 augustus  | Harry Styles                      | Watermelon sugar                 |
| 1108   | 22 augustus  | Cardi B & Megan Thee Stallion     | WAP                              |
|        | 29 augustus  | Cardi B & Megan Thee Stallion     | WAP                              |
| 1109   | 5 september  | BTS                               | Dynamite                         |
|        | 12 september | BTS                               | Dynamite                         |
| 1108   | 19 september | Cardi B & Megan Thee Stallion     | WAP                              |
|        | 26 september | Cardi B & Megan Thee Stallion     | WAP                              |
| 1109   | 3 oktober    | BTS                               | Dynamite                         |
| 1110   | 10 oktober   | Travis Scott, Young Thug & M.I.A. | Franchise                        |
| 1111   | 17 oktober   | Jawsh 685 & Jason Derulo          | Savage love (Laxed - siren beat) |
| 1112   | 24 oktober   | 24kGoldn & Iann Dior              | Mood                             |
|        | 31 oktober   | 24kGoldn & Iann Dior              | Mood                             |
| 1113   | 7 november   | Ariana Grande                     | Positions                        |
| 1112   | 14 november  | 24kGoldn & Iann Dior              | Mood                             |
|        | 21 november  | 24kGoldn & Iann Dior              | Mood                             |
|        | 28 november  | 24kGoldn & Iann Dior              | Mood                             |
| 1114   | 5 december   | BTS                               | Life goes on                     |
| 1112   | 12 december  | 24kGoldn & Iann Dior              | Mood                             |
| 1095   | 19 december  | Mariah Carey                      | All I want for Christmas is you  |
| 1115   | 26 december  | Taylor Swift                      | Willow                           |